# Hamsi tava
Hamsi tava és un plat de peix fregit de la cuina turca, especialment de la Regió de la Mar Negra, fet amb l'aladroc (hamsi) i farina de blat de moro a la paella (tava).

## Elaboració
Els aladrocs es netegen bé i es deixen primer en un colador i després sobre paper assecant per llevar l'aigua. Després es cobreixen amb farina de blat de moro i se li afegeix sal i espècies, si així es desitja. Es posa oli de cuinar (a la regió oli d'avellanes) en una paella i s'escalfa. S'apaga el foc i els peixos es posen ordenadament, un enganxat a l'altre, deixant les cues cap a fora. S'encén de nou el foc i a foc lent es fregeixen per ambdós costats, donant volta als hamsi amb un plat o amb la tapa de la paella. El resultat és un plat de peix fregit en forma circular, gairebé com una pizza (vegeu imatges).